# Élections générales irlandaises de 1977
Les élections générales irlandaises de 1977 se déroulent le 16 juin 1977. C'est une des dates clés de l’histoire politique irlandaise de la deuxième moitié du XXe siècle.
Les 148 nouveaux élus se sont assemblés pour la première fois à Leinster House le 5 juillet pour élire Jack Lynch comme taoiseach du Fianna Fáil vainqueur de la coalition entre le Fine Gael et le Parti travailliste qui était jusqu’alors au gouvernement.

## Mode de scrutin
L’élection a eu lieu dans les 42 circonscriptions parlementaires de l’État d’Irlande et ont permis l’attribution de 148 sièges  dans la chambre basse du parlement, le Dáil Éireann. Lors de cette élection le nombre de sièges mis en vote est accru de 144 à 148.
Les élections générales irlandaises se tiennent suivant un scrutin proportionnel plurinominal avec scrutin à vote unique transférable. En effet, le Ceann Comhairle, qui préside le Dáil Éireann, est automatiquement réélu, conformément à l'article 16, alinéa 6, de la Constitution.

## Campagne électorale
Malgré le fait d’avoir à faire face à quelques questions controversées dans les derniers temps de leur législature, la coalition Fine Gael -Parti travailliste se positionne pour gagner une deuxième élection consécutive. Cette volonté est augmentée après l’amendement du code électoral de 1974 réformant les circonscriptions électorales. Cet amendement surnommé « Tullymander » du nom de James Tully, le Ministre de la démocratie locale redessine toutes les circonscriptions électorales dans le but de favoriser les votes des membres de la coalition.
En conséquence, le Fianna Fáil et son leader Jack Lynch pensait qu’elle ne pouvait gagner l’élection générale. Le parti rédige alors un manifeste qui offre à l’électorat une série de propositions financières et économiques attractives, encourageant ainsi le vote Fianna Fáil. Certaines promesses incluaient l’abolition des impôts locaux sur les habitations, l’abolition de la vignette automobile et la promesse de réduire le chômage sous les 10000 chômeurs. Lynch accepta le manifeste parce qu’il pensait que le parti avait besoin de quelque chose de spectaculaire s’il voulait gagner l’élection. Il n’en eu pas besoin.
La campagne du Fianna Fáil était basée sur le modèle américain. Lynch voyageait au travers du pays accompagné par ses seconds. Sa popularité était à son zénith. Il devint rapidement évident que le manifeste ne serait pas nécessaire. La popularité de Lynch était le principal argument électoral du Fianna Fáil. Le slogan du parti, « Bring Back Jack » (« ramenez Jack ») jouait sur le charisme de Lynch. La campagne électorale tournait en faveur du Fianna Fáil au fur et à mesure que se rapprochait le jour de l’élection. Mais personne n’aurait pu prévoir l’ampleur de la victoire.
Contrairement à la campagne du Fianna Fáil, les partis gouvernementaux, le Fine Gael et les travaillistes basaient leur discours sur les résultats du gouvernement. La réforme des circonscriptions électorales  leur donna aussi espoir en un nouveau succès. Toutefois ils n’offraient que peu de perspectives sur la politique qu’ils allaient pratiquer  dans les quatre prochaines années.

## Résultats
Alors qu’à la fin de la campagne tout le monde pouvait prévoir une victoire du Fianna Fáil, personne n’aurait pu prévoir l’importance de la victoire. Le Fianna Fáil gagna très largement l’élection. Cela lui offrit le gouvernement avec une majorité de 20 sièges. C’est le plus gros raz de marée de l’histoire politique de l’Irlande contemporaine. Seul Éamon de Valera avait fait mieux en ce qui concerne le nombre de sièges.
À la suite de l’échec électoral, les leaders des Fine Gael et Parti travailliste, Liam Cosgrave et Brendan Corish démissionnèrent de leurs responsabilités dans leur parti respectif.
Le redécoupage des circonscriptions électorales, le « Tullymander » fut largement condamné. Dans les faits il se retourna contre ses créateurs, donnant de nombreux sièges à l’opposition. Le nouveau gouvernement créa une commission indépendante avec pour fonction la gestion complète des révisions futures des circonscriptions électorales.
| Parti                                              | Parti                                  | Leader               | Voix      | %      | +/-        | Sièges | +/-        | % du Dáil |
| -------------------------------------------------- | -------------------------------------- | -------------------- | --------- | ------ | ---------- | ------ | ---------- | --------- |
|                                                    | Fianna Fáil                            | Jack Lynch           | 811 615   | 50,6 % | 4,4        | 84     | 15         | 56,8      |
|                                                    | Fine Gael                              | Liam Cosgrave        | 488 767   | 30,5 % | 4,6        | 43     | 11         | 29,0      |
|                                                    | Parti travailliste                     | Brendan Corish       | 186 410   | 11,6 % | 2,1        | 17     | 2          | 11,5      |
|                                                    | Sinn Féin (Parti des travailleurs)     | Tomás Mac Giolla     | 27 209    | 1,7 %  |            | 0      |            | 0         |
|                                                    | Parti socialiste républicain irlandais | Seamus Costello      | 955       | 0,1 %  |            | 0      |            | 0         |
|                                                    | Parti communiste d'Irlande             | Michael O'Riordan    | 544       | 0,0 %  | stagnation | 0      | stagnation | 0         |
|                                                    | Indépendants                           | Indépendants         | 87 527    | 5,5 %  | 2,6        | 4      | 2          | 2,7       |
| Votes blancs et nuls                               | Votes blancs et nuls                   | Votes blancs et nuls | 13 743    |        |            |        |            |           |
| Total                                              | Total                                  | Total                | 1 616 770 | 100 %  |            | 148    | 4          | 100       |
| Participation                                      | Participation                          | Participation        | 2 118 606 | 76,3 % |            |        |            |           |
| Un gouvernement Fianna Fáil majoritaire est formé. |                                        |                      |           |        |            |        |            |           |

Dans les indépendants figurent Fianna Fáil indépendant (13 824 suffrages, 1 siège) et le groupe communautaire à Dublin (9 427 suffrages). 

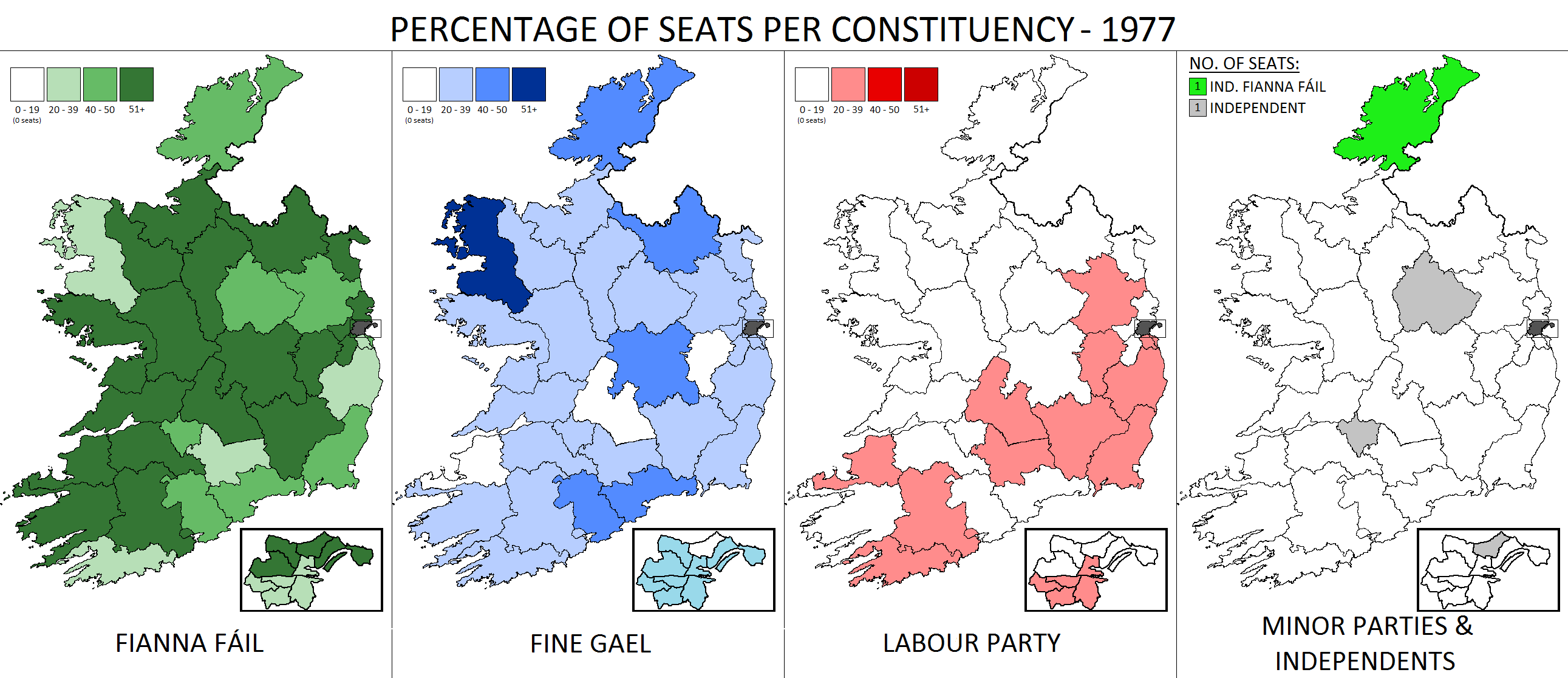
Résultats par circonscription

## TD élus pour la première fois
Au total 42 nouveaux TDs font leur apparition au Dail :
- Bertie Ahern
- Kit Ahern
- Niall Andrews
- Liam Aylward
- John Boland
- Gerard Brady
- Vincent Brady
- Barry Cogan
- Hugh Conaghan
- Michael Joe Cosgrave
- Michael D'Arcy
- Síle de Valera
- Austin Deasy
- Seán Doherty
- Eddie Filgate
- Jim Fitzsimons
- Pádraig Flynn
- Christopher Fox
- John Horgan (en)
- Michael Keating
- Seán Keegan
- Patrick Kerrigan
- Timothy Killeen
- Mark Killilea, Jnr
- Liam Lawlor
- Eileen Lemass
- Thomas Leonard
- Terry Leyden
- Michael Lipper
- John Mannion (en)
- Charlie McCreevy
- Jim Mitchell
- P. J. Morley
- William O'Brien
- Martin O'Donoghue
- Rory O'Hanlon
- Jim O'Keeffe
- Paddy O'Toole
- Ruairi Quinn
- Albert Reynolds
- Joe Walsh
- Michael Woods